# Inocellia frigida
Inocellia frigida is een kameelhalsvliegensoort uit de familie van de Inocelliidae. De soort komt voor in Rusland.
Inocellia frigida werd voor het eerst wetenschappelijk beschreven door Navás in 1915.